# Araguaçu (kommun i Brasilien)
Araguaçu är en kommun i Brasilien.   Den ligger i delstaten Tocantins, i den centrala delen av landet, 400 km nordväst om huvudstaden Brasília. Antalet invånare är 8 786.
Omgivningarna runt Araguaçu är huvudsakligen savann. Trakten runt Araguaçu är nära nog obefolkad, med mindre än två invånare per kvadratkilometer.